# Ultratop 50 Singles (Fiandre)
La Ultratop 50 Singles è la classifica dei singoli che vendono più copie nelle Fiandre, in Belgio, stilata settimanalmente dall'organizzazione no-profit Ultratop. La classifica è stata fondata il 1º dicembre 1954.

## Classifica di tutti i tempi
La seguente lista elenca i singoli musicali di maggior successo nella classifica delle Fiandre a partire dal 1954 (quindi anche precedenti alla divisione della classifica belga tra Fiandre e Vallonia avvenuta nel 1956) secondo i dati forniti dal sito ufficiale di Ultratop, rintracciabili sotto la voce "Top aller tijden".
| Posizione | Singolo                      | Artista/i                 |
| --------- | ---------------------------- | ------------------------- |
| 1         | Rock Around the Clock        | Bill Haley And His Comets |
| 2         | I Gotta Feeling              | The Black Eyed Peas       |
| 3         | Rolling in the Deep          | Adele                     |
| 4         | Somebody That I Used to Know | Gotye feat. Kimbra        |
| 5 =       | The Carousel Waltz           | Ray Martin                |
| 5 =       | Zambezi                      | Eddie Calvert             |
| 7         | Buona sera                   | Louis Prima               |
| 8         | Happy                        | Pharrell Williams         |
| 9         | Let's Twist Again            | Chubby Checker            |
| 10        | Marina                       | Rocco Granata             |

## Singoli di maggior successo per anno
| Anno | Singolo                                                            | Artista/i                          |
| ---- | ------------------------------------------------------------------ | ---------------------------------- |
| 1995 | Het Is Een Nacht... (Levensecht)                                   | Guus Meeuwis & Vagant              |
| 1996 | Con te partirò                                                     | Andrea Bocelli                     |
| 1997 | Something About the Way You Look Tonight / Candle in the Wind 1997 | Elton John                         |
| 1998 | My Heart Will Go On                                                | Céline Dion                        |
| 1999 | ...Baby One More Time                                              | Britney Spears                     |
| 2000 | I Would Stay                                                       | Krezip                             |
| 2001 | It's Raining Men                                                   | Geri Halliwell                     |
| 2002 | Aserejé                                                            | Las Ketchup                        |
| 2003 | Summer Jam 2003                                                    | The Underdog Project & The Sunclub |
| 2004 | 1 Life                                                             | Xandee                             |
| 2005 | Geef een Teken                                                     | Artiesten voor Tsunami 12-12       |
| 2006 | Rood                                                               | Marco Borsato                      |
| 2007 | Kvraagetaan                                                        | Fixkes                             |
| 2008 | This Is the Life                                                   | Amy Macdonald                      |
| 2009 | Poker Face                                                         | Lady Gaga                          |
| 2010 | Alors on danse                                                     | Stromae                            |
| 2011 | Somebody That I Used to Know                                       | Gotye feat. Kimbra                 |
| 2012 | Ai se eu te pego!                                                  | Michel Teló                        |
| 2013 | Wake Me Up!                                                        | Avicii                             |
| 2014 | Happy                                                              | Pharrell Williams                  |
| 2015 | Uptown Funk                                                        | Mark Ronson feat. Bruno Mars       |
| 2016 | Can't Stop the Feeling!                                            | Justin Timberlake                  |
| 2017 | Shape of You                                                       | Ed Sheeran                         |
| 2018 | One Kiss                                                           | Calvin Harris e Dua Lipa           |
| 2019 | Someone You Loved                                                  | Lewis Capaldi                      |
| 2020 | Blinding Lights                                                    | The Weeknd                         |
| 2021 | Save Your Tears                                                    | The Weeknd                         |
| 2022 | As It Was                                                          | Harry Styles                       |
| 2023 | Flowers                                                            | Miley Cyrus                        |
| 2024 | Beautiful Things                                                   | Benson Boone                       |

## Record
- Il singolo Kvraagetaan di Fixkes nel giugno 2007 toccò le 16 settimane di permanenza in vetta nelle Fiandre, infrangendo il precedente record delle Las Ketchup con The Ketchup Song e Crazy Frog con Axel F, entrambe con 12 settimane passate in vetta. Nel 2011 anche Somebody that I used to know di Gotye feat. Kimbra raggiunse le 12 settimane di permanenza alla numero 1.
- Nel 2016 Justin Timberlake si aggiudicò il secondo posto del record di maggior permanenza in vetta con il singolo Can't Stop the Feeling!, che rimase 14 settimane al top.
- Le hit (Everything I Do) I Do It for You di Bryan Adams, This is the life di Amy Macdonald e  Hello di Adele seguono al quarto posto con 11 settimane al top ciascuna.
- Barbie Girl degli Aqua, Wild Dances di Ruslana, Con te partirò di Andrea Bocelli, Last Thing On My Mind degli Steps, Take Me to Church di Hozier e 7 years dei Lukas Graham seguono con 10 settimane di permanenza alla numero 1 nelle Fiandre.
- I Gotta Feeling dei The Black Eyed Peas è il singolo rimasto più a lungo in classifica nelle Fiandre con 69 settimane (di cui 62 ininterrotte).
- Rolling in the Deep di Adele occupa il secondo posto con 62 settimane ininterrotte.
- Somebody that I used to know di Gotye feat. Kimbra occupa il terzo posto con 61 settimane. Happy di Pharrell Williams è rimasta 60 settimane in classifica, Sex on Fire dei Kings of Leon 54 settimane. Anche Bill Haley ha passato 54 settimane in classifica.
- We Are the World 25 for Haiti degli Artisti riuniti per Haïti è stata la hit numero 1 con meno settimane passate in classifica, 6, di cui una passata in vetta.
- I debutti alla numero 1 sono stati: Peter Evrard con For You, Xandee con 1 Life, Joeri Fransen con Ya' Bout To Find Out, gli Artiesten Voor Tsunami 12-12 con Geef een teken, Belle Perez con El Mundo Bailando, Tom Helsen feat. Geike Arnaert con Home, Andy Sierens feat. Geike Arnaert con Mijn Leven, Natalia feat. Gabriel Ríos con Hallelujah, Jennifer Lopez feat. Pitbull con On the floor, i finalisti di Idool 2011 con More to me, Selah Sue feat. Tom Barman feat. Jeroen De Pessemier di The Subs con Zanna, Get Lucky dei Daft Punk e Pharrell Williams, Maaike Ouboter con Dat ik je mis, Clouseau con Vliegtuig, Running Low di Netsky e Beth Ditto, Do They Know It's Christmas di Band Aid 30, Goedenmorgend, goedendag ed Een Ster di Stan Van Samang, See You Again di Wiz Khalifa e Charlie Puth, Rhythm Inside di Loïc Nottet e Hello di Adele.
- Nel 2009 la band The Editors fu il primo artista straniero a debuttare alla posizione numero 1, con il singolo Papillon.
- Il più alto movimento in classifica verso la numer uno fu di Elton John con Candle in the Wind 1997, che passò dalla posizione numero 46 alla 1. Nel 2011 Kato con Dancing On My Own passò direttamente dalla numero 49 alla numero 4.
- Dear Mr. President di Pink è stato il primo singolo ad arrivare alla posizione numero 1 nelle Fiandre solo grazie ai download.
- Milk Inc. heeft tot nu toe al 27 singles die de top 10 bereikten, een record!
- Andy Sierens feat. Hooverphonic arrivarono al primo posto nel 2009, poi il loro singolo scivolò alla posizione numero 26 e tornò in vetta la settimana ancora dopo.
- Sempre nel 2009 Hadise arrivò con la sua Düm Tek Tek alla posizione numero 36, la settimana successiva scomparve dalla classifica e ricomparve poi alla posizione numero 1, dove rimase tre settimane.
- Adele detenne fino al marzo 2014 il record per essere la prima artista a vantare tre brani tra i singoli più longevi nella classifica fiamminga (Rolling in the Deep con 62 settimane, Set Fire to the Rain con 46 settimane e Someone like You con 45 settimane. Nel 2014 Stromae la uguagliò con Alors on danse (42 settimane in classifica), Papaoutai (46 settimane) e Formidable (40 settimane).
- Stan Van Samang detiene il record di più posizioni della Ultratop 50 occupate simultaneamente. Il 9 maggio 2015 aveva sei suoi singoli simultaneamente in classifica, di cui due alla prima e alla seconda posizione, un altro record, e cantava inoltre nel singolo Iedereen Is Van De Wereld di Thé & vrienden.